# Целинный (Кытмановский район)
Целинный — посёлок в Кытмановском районе Алтайского края. Входит в состав Октябрьского сельсовета.

## География
Расположен на правом берегу реки Татарка притоке реки Харабы, в 2 км юго-востоку от центра сельского поселения посёлка Октябрьского.

## Население
| 1997 | 1998 | 1999 | 2000 | 2001 | 2002 | 2003 | 2004 | 2005 | 2006 |
| ---- | ---- | ---- | ---- | ---- | ---- | ---- | ---- | ---- | ---- |
| 162  | ↗169 | ↗174 | ↘172 | ↘170 | ↗175 | ↘168 | ↗169 | ↘164 | ↘163 |
| 2007 | 2008 | 2009 | 2010 | 2011 | 2012 | 2013 |      |      |      |
| ↘158 | ↘153 | ↘144 | ↘129 | ↘128 | ↘126 | ↗130 |      |      |      |

Национальный состав
Согласно результатам переписи 2002 года, в национальной структуре населения русские составляли 95 %.